# 1900년 하계 올림픽
1900년 하계 올림픽(영어: 1900 Summer Olympics, Games of the II Olympiad, 프랑스어: Jeux olympiques d'été de 1900)은 1896년 하계 올림픽에 이어 두 번째로 개최된 하계 올림픽이다. 별도의 개폐회식 없이 1900년 5월 14일부터 10월 28일까지 프랑스 파리에서 개최되었다. 그리스는 올림픽이 계속해서 자국에서 개최되기를 원했으나 국제 올림픽 위원회는 매 대회를 다른 장소에서 개최하기로 결정하였다. 파리 올림픽은 같은 해에 개최된 1900년 만국 박람회의 부속 행사로 개최되었다. 또한 이 대회는 최초로 평년에 개최된 올림픽 대회이자 여성이 처음 참가한 올림픽 대회였으며 축구가 최초로 실시된 대회였다.

## 조직
1900년 하계 올림픽은 1900년 파리 만국박람회의 일부로 치러졌다. 쿠베르탱 남작은 이번 대회를 통해 올림픽에 대한 사회적 인식을 바꾸는 데 도움을 주고, 고대 유적지 올림피아에 있는 석상들, 제전들, 경기장과 체육장들을 다시 복원하는 계획안을 만들어 제시할 수 있다고 예상했다. 이와는 반대로 파리 세계 박람회의 총책임장이었던 알프레드 피카르는 세계 박람회와 같은 세계적인 전시회에서 고대의 스포츠 대회를 개최한다는 것은 "시대에 뒤떨어지고 우스꽝스러운 것" 이라고 생각했다. 쿠베르탱 남작이 피카르드에게 자신의 계획을 부탁하자, 피카르드는 그 문제에 대해 멀리하고 더 이상 아무런 제기도 하지 않았다.
대회 조직을 위하여 그당시 유능한 스포츠 관리자 몇몇으로 구성된 위원회가 결성되었고 임시 일정이 세워졌다. 대회에 포함될 종목들은 육상, 수영, 레슬링, 체조, 펜싱, 프랑스와 영국식 권투, 강과 바다 요트 경기, 사이클, 골프, 인명 구조, 양궁, 역도, 조정, 다이빙, 수구였다.
다수의 영향력 있는 미국 대학교들과 스포츠 클럽들처럼 영국과 아일랜드 스포츠 협회들도 참가 희망을 밝혔다. 러시아와 오스트레일리아 국적의 참가자들도 파리로 간다는 의사를 확정했다.

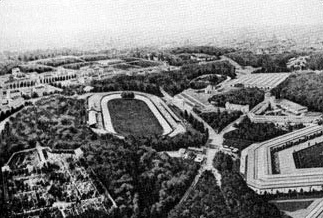
벨로드롬 드 뱅센

1898년 11월 9일, 프랑스 육상경기협회 연맹 (Union des Sociétés Françaises de Sports Athlétiques, USFSA)은 만국박람회 기간 동안 열리는 모든 조직된 운동 경기에 관한 독점권을 가질 것이라는 발표를 내놓았다. 무의미한 협박이었지만 조직위원회의 회장으로 임명된 샤를 드 라 로슈포코 자작은 정치적인 싸움에 휘말려드는 대신 자리에서 물러났다.
한때 USFSA의 사무총장이었던 바롱 드 쿠베르탱은 대회 운영에 대한 자발적인 개입을 그만두라는 촉구를 받고 그대로 했는데, 훗날 이렇게 밝혔다. "나는 굴복했다 - 그리고 난 그렇게 하는 데에 알맞지 않았다."
IOC는 대회 조정권을 1900년 만국박람회와 관련된 모든 스포츠 활동을 감독하는 새로운 위원회에게 이양했다. 1899년 2월 알프레드 피카르는 이 조직의 회장에 프랑스 사격협회장인 다니엘 메리용을 임명했다. 메리용은 완전히 다른 종목 일정을 발표하기에 이르렀고 그 결과 원래의 계획에 따라 참가하기로 계획이 세워졌던 다수의 종목들이 빠졌으며, 새로운 위원회와 협의하기를 거절했다.
1900년 5월에서 10월 사이에 새로운 조직위원회가 파리 만국박람회에 이어 엄청난 수의 스포츠 활동을 열었다. 스포츠 경기에서 '올림픽'이란 말을 사용하는 일은 드물었다. 대신 1900년 만국박람회의 스포츠 경기에 대한 공식보고서에는 '올림픽 대회'라는 말이 '국제 운동 및 스포츠 시합 (Concours internationaux d'exercices physiques et de sport)'로 대체되었다. 언론에서는 경기들을 '국제 선수권 대회', '국제 대회', '파리 선수권 대회', '세계 선수권 대회', '파리 만국박람회의 그랑프리'란 이름으로 다양하게 보도했다.
쿠베르탱은 훗날 지인들에게 "올림픽 운동이 그런 축전에서 살아남은 것은 기적이었다"고 말했다.

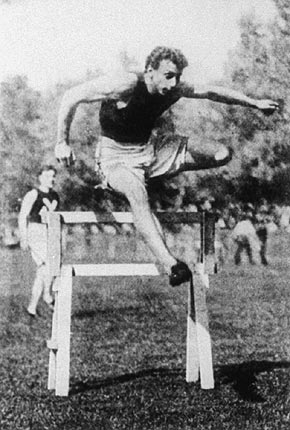
60m, 110m 허들, 200m 허들, 멀리뛰기 종목 우승자인 앨빈 크렌즐린

## 하이라이트
- 앨빈 크렌즐린 (미국) 선수가 60m (앨빈은 1904년 올림픽부터 육상에서 60m 종목이 제외되면서 올림픽 대회 사상 이 종목에서 우승했던 2인 중 하나였다), 110m 허들, 200m 허들, 멀리뛰기 종목에서 우승했다. 앨빈 크렌즐린 선수의 개인 금메달 4관왕 기록은 2005년까지도 육상 트랙 및 필드에서 여전히 남아 있었다. 전해지는 바에 의하면 앨빈은 멀리뛰기 종목에서 우승하면서 라이벌이었던 마이어 프린스타인에게 얼굴을 주먹으로 맞았는데, 마이어로서는 모교인 시러큐스 대학교 임원들이 일요일에 결승전이 잡혀 있다는 이유로 경기 참가를 막았던 상태였다.
- 샬롯 쿠퍼는 여자 테니스 싱글 시합에서 승리한 뒤 올림픽 챔피언이 된 첫번째 여성이었다. 그녀는 이후에도 혼합 복식 토너먼트에도 참가하고 우승하여 2관왕이 되었다.
- 미국 마라톤 선수 세 명이 1위와 2위를 차지한 프랑스 선수들이 지름길을 이용했고, 그 증거가 몸에 진흙이 튀지 않은 유일한 선수였다는 것이라며 결과에 이의를 제기했다.
- 조정의 8인조와 2인조 종목에서 네덜란드팀이 성인이었던 키잡이를 어린아이들로 대체했다. 이 소년들의 신원과 나이는 기록되지 않았지만, 역대 올림픽 참가자 중에서 최연소인 것으로 보인다.

## 경기 종목
2회 파리 올림픽에서는 19개의 운동경기에 20개 종목의 경기, 그리고 85개의 세부종목으로 나뉘어 열렸다. 전 대회인 1896년 하계 올림픽에서 열렸던 역도와 레슬링이 빠지고 대신 13개의 새로운 종목이 신설되었다. 올림픽 보고서에서는 수영과 수구를 '수중경기 (aquatics)' 종목에 포함된 세부종목 두 개로 보았다.
| - 골프 - 럭비 - 사격 - 사이클 - 수구 - 수영 - 승마 - 양궁 - 요트 - 육상 |  | - 조정 - 줄다리기 - 축구 - 체조 - 크로케 - 크리켓 - 테니스 - 펜싱 - 펠로타 - 폴로 |

## 경기장
- 파리 7구 - 승마
- 불로뉴 숲 - 크로케, 줄다리기
- 뱅센 숲 - 양궁
- 불로뉴비양쿠르 - 사격
- 콩피에뉴 - 골프
- 크루아카틀랑 스타디움 - 육상
- 르아브르 - 요트
- 묄라낭이블린 - 요트
- 뇌이쉬르센 - 펠로타
- 퓌토 섬 - 테니스
- 사토리 - 사격
- 센강 일대 - 조정, 수영, 수구
- 튈르리 궁전 - 펜싱
- 벨로드롬 드 뱅센 - 크리켓, 사이클, 축구, 체조, 럭비

## 종목별 개요
대회 경기의 수준은 천차만별이었다. 최상위 대학생 육상선수들로 꾸려진 굳센 미국 파견단은 형편없는 수준의 경기장에도 불구하고 트랙과 필드 종목 경기를 최고 수준으로 이끌었다. 테니스 금메달리스트들은 모두 전 윔블던 대회 챔피언이었고, 수영과 펜싱 경기는 괜찮은 수준이었으며, 심지어는 사회 최상류층을 위한 소수 스포츠였던 수구도 이번 대회에서는 몇 명의 최고 선수들로 더할 나위 없는 모습을 보였다. 그 외의 종목들은 질과 수준 면에서 둘 다 현저히 낮았다. 10개국 이상이 참가한 종목은 육상, 수영 펜싱뿐이었다.

### 양궁
1900년 하계 올림픽의 양궁 경기에 관한 기록은 상당히 혼란스럽다. 국제올림픽위원회는 현재 전체 올림픽 통계에 따라 여섯 번의 경기를 게재해 놓았으나, 그 외 경기들도 공식 올림픽 역사의 일부로 똑같이 여긴다면 여덟 경기까지 늘어날 수도 있다. 이 공식 여섯 경기에 참가한 양궁 선수는 150명 가량이지만, 1900년 만국 박람회와 연계할 경우 양궁 경기에 참가한 사람은 5,000명 정도로 늘어난다. 벨기에의 휘버르트 판 이니스는 금메달 두 개와 은메달 하나를 획득했는데, 20년 후 안트베르펜에서 자신의 기록을 더하게 된다.

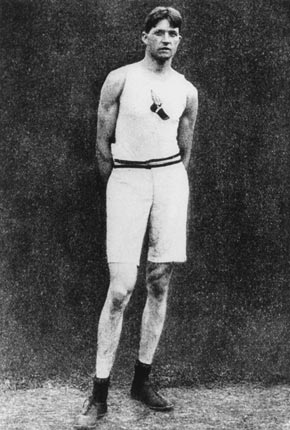
서서높이뛰기와 서서멀리뛰기 우승자 레이 유리

### 육상
트랙과 필드종목은 파리 경주 클럽의 연고지인 볼로뉴 숲의 크루아카텔랑 스타디움에서 치러졌다. 놓여진 트랙은 없었으며 나무들로 난잡한 어느 울퉁불퉁한 잔디밭에서 경주가 치러졌다. 프로 선수들을 대상으로 한 추가 경기도 열렸고 장애물 경주도 치러졌다. 다만 이 두 경기는 공식 올림픽 경기로 여겨지지 않는다.

#### 단거리 달리기
400m 이상 또는 그 이하의 거리로 치러진 일곱 종목에서 미국은 전체 21개 메달에서 13개를 가져갔다. 컬럼비아 대학교, 프린스턴 대학교, 펜실베이니아 대학교 소속 육상선수들이 모두 금메달을 땄다. 사실 이 경기의 스타 중에는 훗날 치과의사가 될 펜실베이니아대 소속 선수 두 명이 있었다. 그 주인공인 앨빈 크렌즐린은 개인 금메달 4개를 따면서 지금도 다시 이뤄지지 않고 있는 위업을 세웠고, 월터 툭스버리는 금메달 두 개를 포함해 다섯 개의 메달을 가져갔다. 400m 허들 달리기에서 허들은 9.1m 길이의 전신주로 트랙을 따라 배열됐고, 경주는 마지막 직선코스에서 물웅덩이를 놔두고 치러졌다. 이는 올림픽 대회에서 유례없는 일이다.

#### 중장거리 달리기
단거리에서 거둔 미국의 우세는 장거리 트랙 경주에서 영국과 맞붙게 되었다. 영국 선수단의 완벽한 기록을 무너뜨린 것은 단거리 장애물 경주 종목 두 경기에서 캐나다 최초의 올림픽 우승기록을 따낸 조지 오턴이 유일했다. 오턴은 400m 허들에서 3위에 오른 후 한 시간도 안 되어 이 기록을 세웠다.

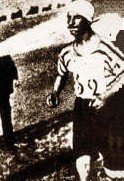
마라톤 우승자 미셸 테아토

#### 마라톤
이번 대회의 모든 종목 중에서 가장 논란이 많았던 마라톤은 불로뉴 숲에서 시작해 끝났다. 마라톤 코스는 구 도시 성벽의 경로를 따라가도록 했지만 서투르게 구획되었고, 선수들은 경기 도중에 자주 길을 잃어서 잘못된 길로 계속 가기 전에 스스로 되짚어 나와야 했다. 코스의 일부 구간에서 선수들은 자동차와 자전거 보행자, 동물들이 주의를 산만하게 하는 것과 씨름해야 했다. 미국의 아서 뉴턴은 5위로 경기를 마쳤지만 달리는 도중에 다른 주자들에게 추월당한 적이 한번도 없었다고 말했다. 또다른 미국 선수 리처드 그랜트는 선두까지 따라잡고 있었는데 한 사이클 선수가 자기를 들이받았다고 주장했다. 미셸 테아토가 첫번째로 결승선을 넘고, 군악대가 〈라 마르세예즈〉를 연주하자 프랑스의 자존심은 만족한 듯 보였다. 그러나 최근 연구에서 테아토는 룩셈부르크에서 태어나 평생 동안 룩셈부르크 시민권을 유지했다는 사실이 밝혀졌다.

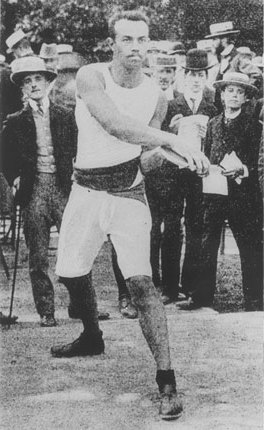
원반던지기에서 우승한 헝가리의 루돌프 바우어

#### 필드 종목
헝가리의 원반던지기 선수 루돌프 바우어는 필드 종목에서 미국 선수가 아니었던 유일한 금메달리스트였다. 미국의 메달 독식은 레이 어리와 어빙 백스터가 보여준 뛰어난 성과로, 트랙 종목보다 필드 종목에서 더 빛을 발했다. 어리는 서서멀리뛰기 종목의 세 경기를 휩쓸며 올림픽 출전 경력을 시작했던 한편 백스터는 어리에 이어 세 번씩 2위에 머물렀고, 일반높이뛰기와 장대높이뛰기에서 모두 우승했다.

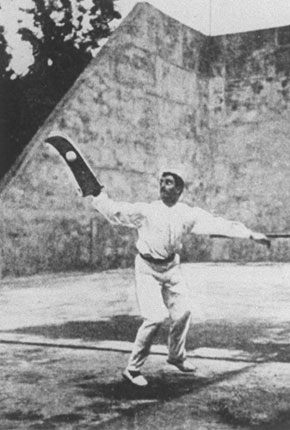
펠로타 토너먼트 경기의 참가자

### 펠로타
1900년 하계 올림픽에서는 키스테라 (chistera) 식 펠로타 경기도 펼쳐졌는데, 올림픽 사상 유일한 등장이다. 두 페어가 출전했고, 아메솔라 선수와 비요타 선수의 공동 스페인 팀이 자국 첫 올림픽 챔피언으로 등극했다. 마노식 경기와 프로선수들을 위한 키스테라 토너먼트전도 비공식적으로 열렸다.

### 크리켓

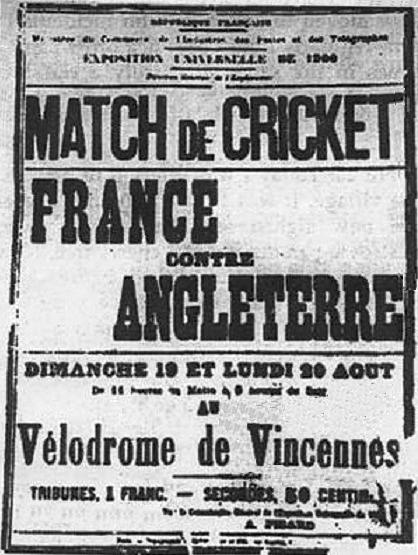
1900년 하계 올림픽의 유일한 크리켓 경기를 홍보한 당시 포스터

크리켓 토너먼트전은 네덜란드팀과 벨기에팀이 참가를 취소하면서 두 팀만 참가하게 되었다. 거의 재외 영국인들로만 가입한 파리 소재 클럽들이었던 앨비언 크리켓 클럽과 스탠더드 애틀랜틱 클럽 출신 선수들로 구성된 팀이 잉글랜드 남서부에서 온 원정팀과 시합을 벌였다. 데본 서머셋 원더러스는 자격만 겨우 갖춘 크리켓 클럽에 지나지 않았고 (블룬델 학교 졸업생들과 캐슬 캐리 크리켓 클럽 회원들로 구성), 몬터규 톨러와 알프레드 보어맨 선수 정도만 서머셋에서 경기에 충분히 참가할 만한 선수로 여겨졌다. 경기는 벨로드롬 드 뱅센에서 조그만 관중이 뒤에서 지켜보는 가운데 진행됐다. 2회전 톨러의 확실한 타격으로 원정팀이 런을 하게 될 때가 찾아오면서 승리를 거두게 되었다. 프랑스팀이 5분만 더 버텼더라면 경기는 무승부로 그치게 될 것이었다. 이 경기에 대한 기록은 소실될 뻔했으나, 우승팀의 선수였던 존 심즈가 사전에 예상하고 자기가 쓴 글에 점수표를 적어둔 덕분에 지금까지 전해져 오고 있다.

### 크로케
크로케 토너먼트전은 올림픽에서 여성이 처음으로 출전했다는 점 때문에 유명하다. 데스프레 부인, 피욜 브로이 부인, 오니에 양, 그리고 프랑스 외국에서 온 유일한 참가자였던 벨기에 출신의 마르셀 아엥장 선수가 한팀을 이뤄 출전했지만 1라운드에서 탈락했다. 한편 혼자서 들어온 관람객이 토너먼트에 참가하기도 했는데, 이 관람객은 니스에서 파리로 온 영국의 노신사로 처음 몇 라운드에 출전했다. 공 두개 로 치르는 장애물 경기도 비공식으로 열렸다.

### 사이클
사이클은 개최국인 프랑스가 총 금메달수 6개에서 5개를 휩쓸었다. 아마추어 선수나 프로 선수가 참가한 비공식 경기들도 여러 번 열렸다.

### 승마
이번 대회에서 승마는 세 종목이 열리면서 올림픽 대회 첫선을 보였다. 이탈리아 승마 선수 조반니 조르조 트리시노가 금메달과 은메달을 땄다. 그는 같은 종목에서 금메달 두 개를 차지하는 올림픽 기록을 세우는 데에는 아깝께 실패했다. 높이뛰기에서 두 필의 말로 겨뤘는데 하나는 공동 금메달을 차지했고 두번째 말로는 4위로 경기를 마쳤다.

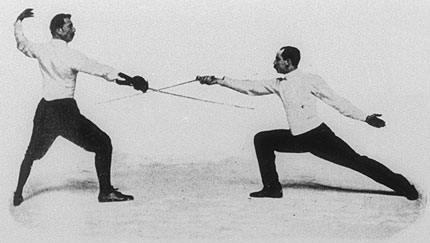
포일 종목에서 우승을 차지한 이탈로 산텔리 (왼쪽)과 장바티스테 미미아그 (오른쪽).

### 펜싱
1900년 만국 박람회 식기구 전시관 근처 자리에서 열린 펜싱 대회에는 19개국이 참가했다. 프랑스 선수들이 경기 진행을 좌우했지만 쿠바와 이탈리아도 금메달을 차지했다. 포일 종목 경기의 초반 라운드는 실제 경기 결과보다는 경기를 진행한 방식을 판정했다. 이 때문에 시합에서 지지 않았는데도 탈락한 선수가 있는 반면, 탈락했는데도 다음 라운드로 진출한 선수도 있었다.

### 축구
올림픽 첫 축구 우승팀은 런던의 아마추어 구단이었던 업턴 파크 F.C.로, 500명 가량의 관람객이 지켜보는 가운데 상대팀 프랑스를 꺾었다.

### 골프
시카고의 예술학도였던 마거릿 이브스 애버트는 10월 화요일 파리에서 열린 아홉 코스짜리 골프 토너먼트전에 참가해 우승했다. 애버트는 1955년 사망할 때까지도 그 토너먼트전이 올림픽 대회의 하나였다는 사실을 알지 못했고, 미국 사상 최초의 여성 올림픽 챔피언이 되었다.

### 체조
총 135명의 선수가 대회에 참가했다. 체조 경기에는 일반 체조 외에도 트랙 필드 종목과 역도 종목도 하위 종목으로 포함됐다.

### 폴로
1900년 파리에서는 1900년 만국 박람회의 행사 중 하나로 총 여덟 번의 토너먼트전이 각각 열렸다. 이 중에서 국제 박람회 그랑프리 토너먼트전만이 공식 메달전으로 인정된다. 참가자들은 국적보다는 클럽으로 소속되어 경기를 진행했으며 경기에서 우승한 폭스헌터스 클럽은 영국, 아일랜드, 미국 선수로 구성된 혼성 팀이었다.
이 종목에서 멕시코가 올림픽 첫 메달을 획득했는데, 기예르모 아이덴 리그트와 멕시코에서 온 나머지 세 동료 선수인 마누엘 데 비야비에하 에스칸돈 이 바론 선수, 에우스타키오 데 에스칸돈 이 바론 선수, 파블로 데 에스칸돈 이 바론 선수가 함께 팀을 이뤄 동메달을 손에 넣었다.

### 조정
센강에서 대회가 열렸다. 그 중 4인조 경기는 대회 임원들이 결승전의 자격 기준을 여러 번씩 바꾸면서 웃음거리가 됐다. 첫번째 결승전에서는 예선 통과자들이 보트 네 개만 겨우 다니는 코스에 여섯 개 보트가 벌이도록 한 결정에 항의하여 경기에 불참하면서 원래의 예선 통과자는 한명도 없이 진행됐다. 그러자 임원 측에서는 보이콧한 팀들을 대상으로 또다른 '결승전'을 치르기로 결정했고, 그대로 진행되었다. 현재는 이 두 경기 모두 공식 올림픽 경기로 여긴다. 다수의 경기에서 선수들은 과체중 키잡이의 덕을 보게 되었고, 그로 인해 대회 기간에만 현지 소년들을 키잡이로 모집해 대신하게 되었다. 이 소년들 중 대다수의 신원은 전혀 알 수 없지만 11살 미만의 아이들도 있던 것으로 보인다.

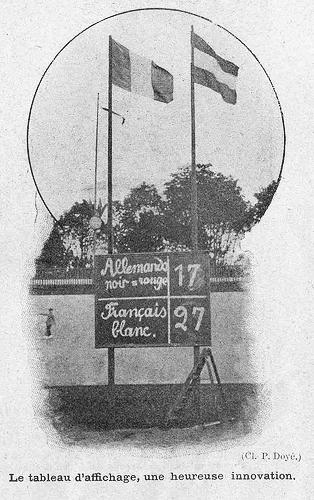
프랑스-독일 간 럭비 경기 결과의 점수표

### 럭비
럭비 토너먼트전에는 세 팀이 참가했다. 경기에서 프랑스 대표팀이 독일 프랑크푸르트 팀과 잉글랜드 모즐리 원더스를 꺾었다. 모즐리 원더스는 파리로 이동하기 전날까지도 잉글랜드에서 풀타임 경기를 했다. 아침에 파리에 도착한 팀은 오후에 경기를 벌이고 다음날 아침에 잉글랜드로 돌아갔다. 영국과 독일 간 예정됐던 경기는 취소되어 두 팀 모두 은메달을 수여받게 되었다. 프랑스계 아이티인이었던 콩스탕탱 앙리케 드 쥐비라 (포지션 센터)는 첫 흑인 금메달리스트가 됐다. 그로부터 세 달 후 콩스탕탱은 줄다리기 종목에도 참가했다.

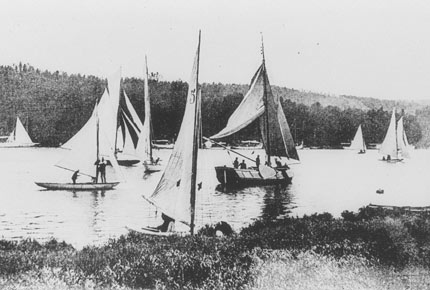
올림픽 요트 경주

### 요트
1900년 요트 경주는 그 밖의 역대 올림픽 요트 경주와는 여러 가지 면에서 달랐다.
대부분의 클래스에서 두 번의 '결승전'이 별개로 있었는데 선수들은 각 클레스 내 체중에 따라 시간제한을 배정받았고, 경기마다 우승한 사람에게 상금이 수여됐다. 현재 IOC는 각 클래스 내 첫번째 경기의 우승자를 올림픽 챔피언으로 파악하고 있다. 다만 10~20톤급은 세 번의 경기 시간을 총합하는 것으로 결정되었기에 제외한다. 경기는 묄랑과 르아브르에서 열렸고 메달은 다섯 국가에게 나누어 돌아갔다. 그중에서 제일 큰 성공을 거둔 건 프랑스와 영국이었다. 그러나 IOC에서 메달 획득 팀의 일원으로 지명해 놓은 인물 다수의 경기 참가 여부는 증명되지 않았고, 참가를 했다는 다른 팀들마저도 연구를 통해 의문이 제기되고 있는 상태다.

### 사격
사격 종목에서는 스위스의 콘라드 슈타헬리가 금메달 세 개를 획득하고 자국 스위스를 사격 메달순위의 정상에 올리면서 대회 최고의 명수로 떠올랐다. 메달은 각 여섯 국가에 돌아갔다. 당시 하부종목 중에는 살아있는 비둘기 사격 종목도 있었는데 완전한 올림픽 경기였는지를 두고 논란이 있다. 참고로 비둘기 사격에서는 벨기에의 레온 룬덴이 21마리를 쏘아 맞히면서 1위를 차지했다. 많게는 30번까지의 비공식 사격 경기도 함께 열렸다.

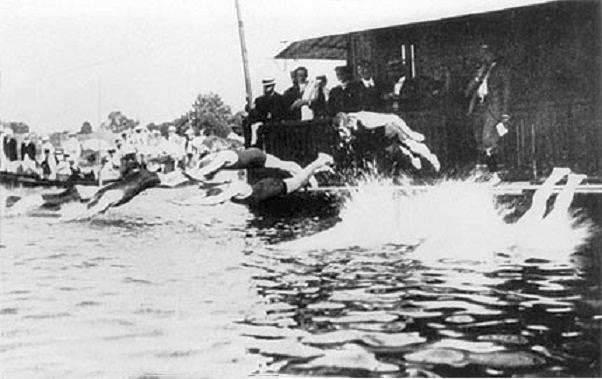
센강에서 열린 수영 경기

### 수영
1900년 올림픽 수영 종목은 센강의 흙탕물 속에서 열렸다. 대회가 물살과 함께 치러진 덕에 당시 수준에 비해 매우 빠른 기록들이 세워졌다. 영국의 존 아서 자비스, 오스트레일리아의 프레더릭 레인, 독일의 에른스트 호펜베르크가 금메달을 각각 두 개씩 가져갔다. 레인은 상으로 50파운드짜리 말 동상을 수여받았다. 일반 경기와는 다른 이색 장애물 경기도 두 종목이 열렸다. 장애물 경기는 잠수영과 일렬로 세운 보트 기어넘기로 이뤄졌으며, 샤를 드 방빌이 1분 이상 잠수하여 잠수영 종목에서 우승했다.

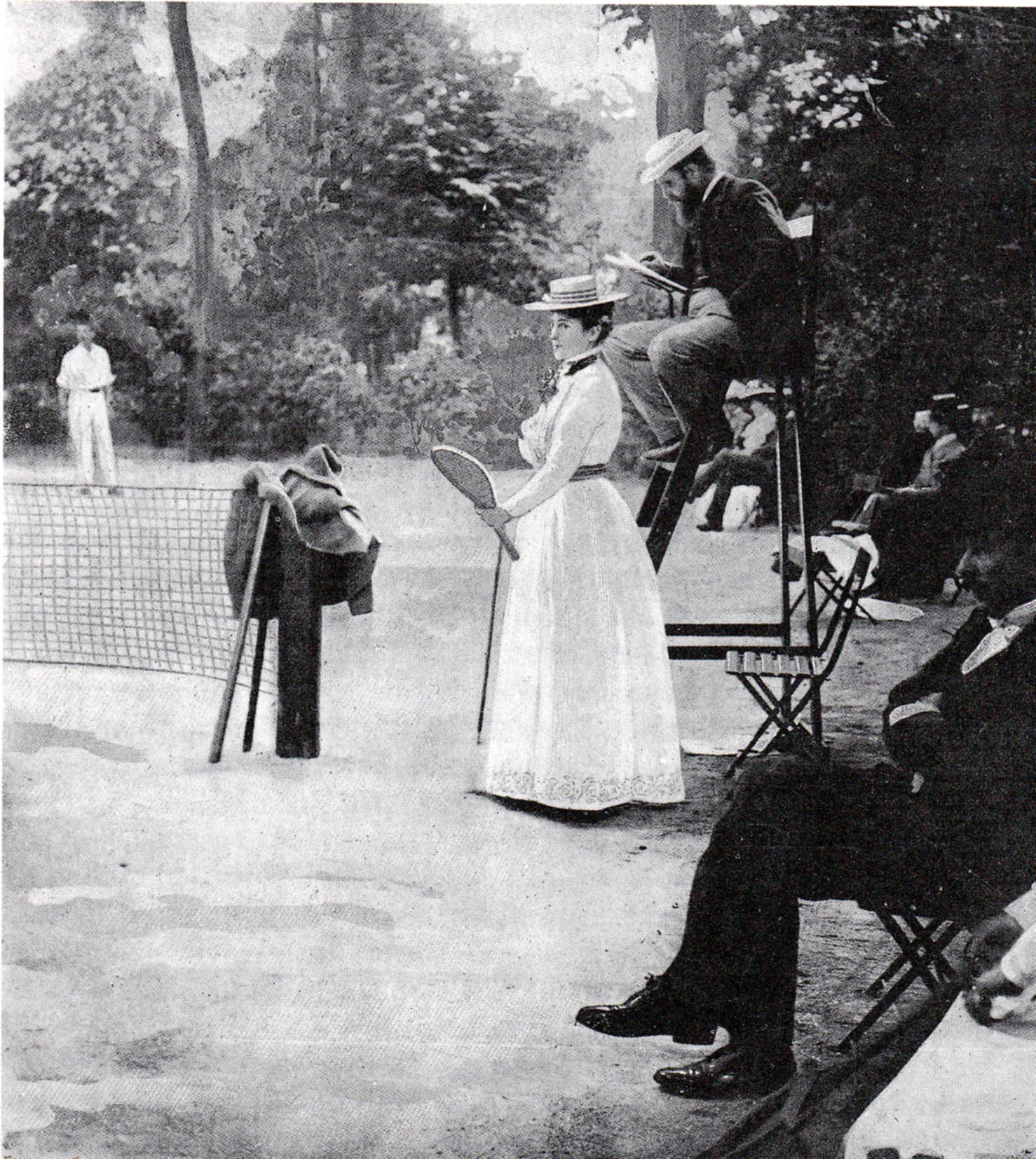
첫 여성 올림픽 챔피언인 샬럿 쿠퍼

### 테니스
높은 수준의 경기가 펼쳐진 토너먼트전에서 윔블던 대회 전 또는 미래의 우승자 세 명이 준결승전에 진출했다. 로렌스 도허티는 형인 레지널드 도허티와 나란히 출전하여 형제가 같이 결승전 진출을 이뤘다. 두 형제는 마이너 토너먼트전이라 여겼던 경기에는 참가를 거부했다. 한편 7월 11일은 1900년 올림픽 대회 중에서도 기념비를 세우는 날이었다. 이날은 이미 윔블던 우승을 세번씩 거머쥔 전적이 있었던 샬럿 쿠퍼가 싱글 두 종목과 2인 혼성 종목에서 모두 정상에 올라 첫 여성 올림픽 챔피언이 되었다.

### 줄다리기

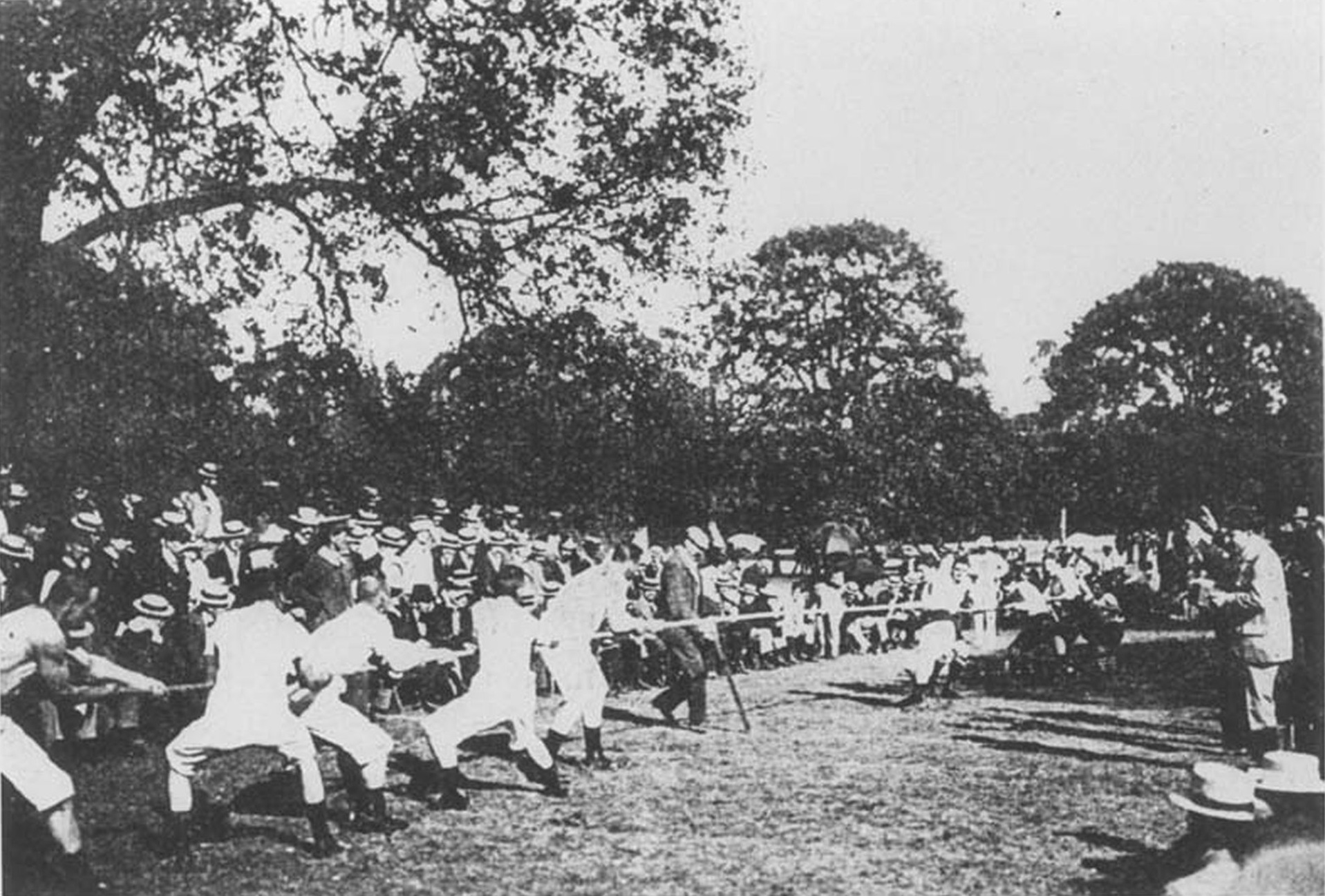
줄다리기에서는 스웨덴-덴마크 혼합팀이 프랑스팀을 물리쳤다.

줄다리기에서는 스웨덴과 덴마크 선수로 각각 세 명씩 결성된 혼합팀이 프랑스팀을 꺾고 우승했다. 미국팀은 팀원 중 세 명이 해머던지기 결승전에 출전하게 되어, 제대로 경기하는 것이 불가능했기 때문에 줄다리기에 출전한 팀은 이 둘이 전부였다. 혼합팀의 일원이었던
에드가 오뷔에는 덴마크의 신문사 폴리티켄에서 취재를 위해 특파된 기자였지만 팀내 줄잡이 한 명이 병에 걸리면서 팀에 함께하자는 권유를 받았고, 출전하여 같이 우승하게 되었다. 한편 프랑스팀에 참가한 콩스탕탱 앙리케 드 쥐비라는 지난 럭비 종목에서 금메달을 땄던 첫 흑인 올림픽 챔피언이기도 했다.

### 수구
영국을 대표한 오스본 수영클럽은 세 번의 경기를 치르면서 29점을 득하고 3점만 허용해 토너먼트전을 싹쓸이했다. 급기야 결승전에 가서는 상대팀이 망신당하는 일을 피하기 위하여 득점 슛의 수를 제한하기도 했다. 수구에서 동메달을 딴 리벨륄 드 파리 팀의 선수였던 토머스 윌리엄 버게스는 수영 종목에서 영국 대표로 나서기도 했다.

## 올림픽 자격 종목과 경기
1900년 올림픽 대회는 올림픽 특별 조직위원회가 따로 있지 않았으며, 그 대신 1900년 만국 박람회의 부속 대회로 열렸다. 당시에는 수도 없이 많은 경기가 열렸지만 다수의 경기가 이후의 올림픽 선수권 대회 자격 기준에는 못 미쳤다. 올림픽 경기에 '공식'이란 말이나 '비공식' 내지는 입증'이란 말을 붙이도록 한 결정은 올림픽 조직위원회나 IOC, 아니면 함께 내리는 것이 보통이었다. 그러나 1900년 대회의 경우 공식 기준선을 정할 수 있는 총괄 당국이 전혀 없었기에, 대회 당시 열린 경기에 공식 지위를 부여했던 적도 없었다. 1900년 대회의 경기 결과를 목록으로 작성해 놓은 1912년도 문건이 있긴 하나 올림픽 역사학자들이 신뢰성에 의문을 제기하고 있다. 이 문건은 IOC 통계자료 중에서 1900년 파리 대회 결과 단락에 기반자료가 되기도 했다.

### 비공식 종목
아래의 종목들은 모든 공식 종목과 마찬가지로 1900년 만국 박람회의 일부로 치러졌지만 IOC가 완전한 올림픽 대회 경기로 분류하고 있지 않는 종목들이다.
- 기구
- 낚시
- 불 (Boules)
- 포격
- 소방
- 연날리기
- 인명구조
- 롱그폼
- 주드폼
- 모터레이싱
- 모터보트
- 모터사이클
- 비둘기경주

이와 더불어 스포츠 종목에 걸쳐 71회의 경기는 학교에서, 92회의 경기는 군시설에서 열리기도 했다.

## 참가국

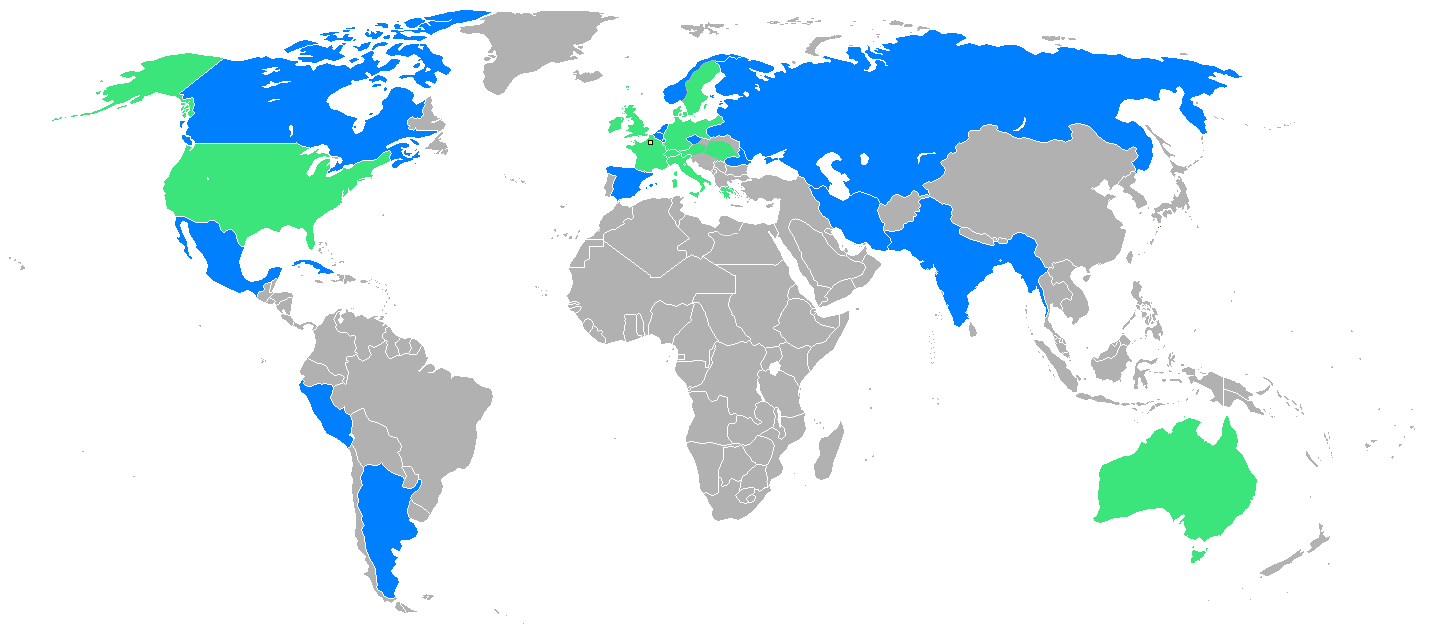
1900년 하계 올림픽 참가국. 초록색은 이전 대회에 이어 참가했던 국가, 파란색은 이번 대회에 처음으로 참가한 국가를 뜻한다.

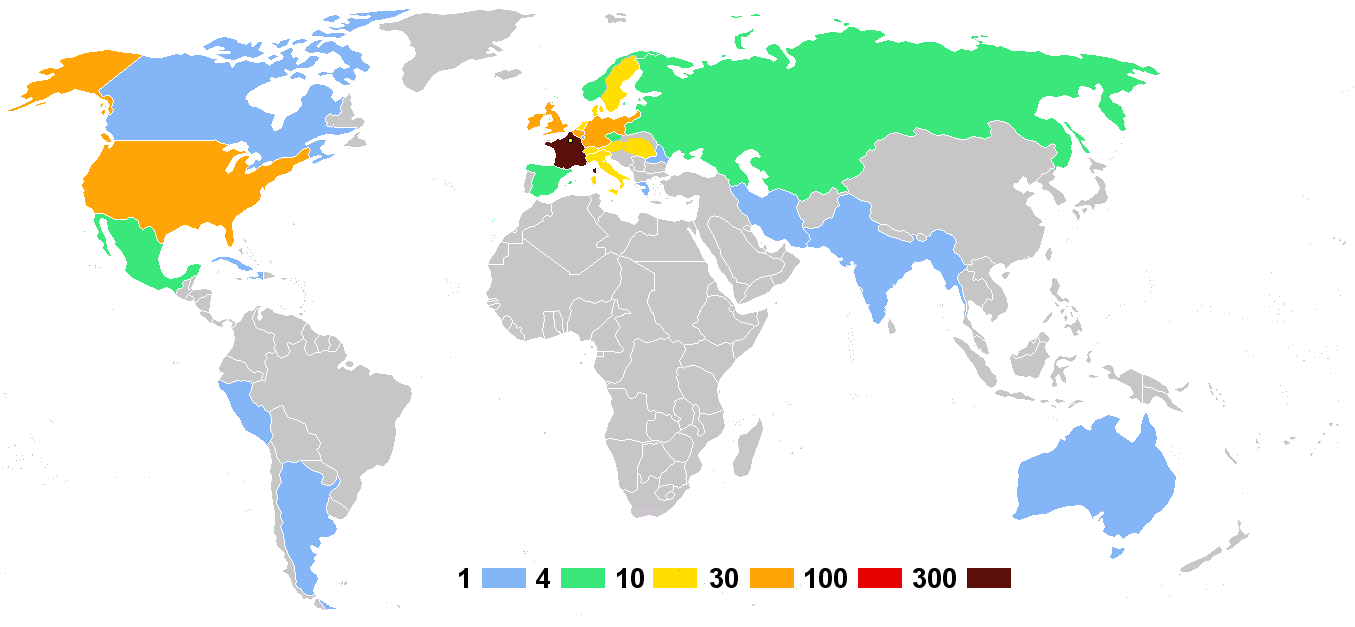
1900년 하계 올림픽 참가국들의 선수 규모.

IOC에 따르면 1900년 하계 올림픽에 선수단을 보내 참가한 28개국은 다음과 같다.
| 1900년 하계 올림픽 참가국들 |
| --- |
| - 아르헨티나 (1) - 오스트레일리아 (2) - 오스트리아 (13) - 벨기에 (78) - 보헤미아 (7) - 캐나다 (2) - 쿠바 (1) - 덴마크 (13) - 스페인 (8) - 프랑스 (720) - 독일 (76) - 영국 (102) - 그리스 (3) - 아이티 (2) - 헝가리 (20) - 인도 (1) - 페르시아 (1) - 이탈리아 (24) - 룩셈부르크 (1) - 멕시코 (4) - 네덜란드 (29) - 노르웨이 (7) - 페루 (1) - 루마니아 (1) - 러시아 (4) - 스웨덴 (10) - 스위스 (18) - 미국 (75) |

### 논란
출처에 따라 다음 국가들을 1900년 하계 올림픽의 참가국으로 포함하는 경우도 있다.
- 브라질 (1)[5]
- 콜롬비아 (1)[6]
- 뉴질랜드 (1)[7]

다른 현대 국가들은 1900년에 어떤 형태로든 경쟁했다고 여겨질 수 있다. 알제리, 크로아티아, 아일랜드, 폴란드 그리고 슬로바키아는 경쟁하는 선수들을 가지고 있었지만, 그 당시에는 이들 중 어느 것도 독립적이지 않았다. 알제리 지역은 데 그 당시 프랑스의 일부였고 프랑스를 대표해 경쟁하는 네 명의 체조선수들을 보냈다. 지금의 아일랜드 공화국은 당시 영국의 일부였고 육상, 폴로, 요트, 테니스에 참가한 선수들이 있었다. 크로아티아 펜싱선수는 오스트리아를 대표했고, 폴란드 펜싱선수는 러시아를 대표했고 슬로바키아인들은 헝가리를 대표했다.

### 국가별 참가 선수들의 수
이 당시 각 국가별 선수단이란 개념은 존재하지 않았다.
| IOC  | 국가           | 선수(명) |
| ---- | -------------- | -------- |
| FRA  | 프랑스         | 720      |
| GBR  | 영국           | 102      |
| BEL  | 벨기에         | 78       |
| USA  | 미국           | 75       |
| GER  | 독일           | 76       |
| NED  | 네덜란드       | 29       |
| ITA  | 이탈리아       | 24       |
| HUN  | 헝가리         | 20       |
| SUI  | 스위스         | 18       |
| AUT  | 오스트리아     | 13       |
| DEN  | 덴마크         | 13       |
| SWE  | 스웨덴         | 10       |
| ESP  | 스페인         | 8        |
| BOH  | 보헤미아       | 7        |
| NOR  | 노르웨이       | 7        |
| MEX  | 멕시코         | 4        |
| RUS  | 러시아         | 4        |
| GRE  | 그리스         | 3        |
| AUS  | 오스트레일리아 | 2        |
| CAN  | 캐나다         | 2        |
| HAI  | 아이티         | 2        |
| ARG  | 아르헨티나     | 1        |
| CUB  | 쿠바           | 1        |
| IND  | 인도           | 1        |
| IRI  | 이란           | 1        |
| LUX  | 룩셈부르크     | 1        |
| PER  | 페루           | 1        |
| ROM  | 루마니아       | 1        |
| 합계 | 1224           |          |

## 메달 집계
- 당시의 메달 집계 기준으로는 1위에게 은메달, 2위에게 동메달, 3위에게는 아무것도 수여하지 않았으나 아래의 표는 현재의 메달 산정 방식을 따른 것이다.

| 순위 | 국가           | 금메달 | 은메달 | 동메달 | 합계 |
| ---- | -------------- | ------ | ------ | ------ | ---- |
| 1    | 프랑스         | 26     | 41     | 34     | 101  |
| 2    | 미국           | 19     | 14     | 14     | 47   |
| 3    | 영국           | 15     | 6      | 9      | 30   |
| 4    | 혼성           | 6      | 3      | 3      | 12   |
| 5    | 스위스         | 6      | 2      | 1      | 9    |
| 6    | 벨기에         | 5      | 5      | 5      | 15   |
| 7    | 독일           | 4      | 2      | 2      | 8    |
| 8    | 이탈리아       | 2      | 2      | 0      | 4    |
| 9    | 오스트레일리아 | 2      | 0      | 3      | 5    |
| 10   | 덴마크         | 1      | 3      | 2      | 6    |

## 같이 보기
- 프랑스에서 열린 올림픽
  - 1900년 하계 올림픽 - 파리
  - 1924년 하계 올림픽 - 파리
  - 1924년 동계 올림픽 - 샤모니
  - 1968년 동계 올림픽 - 그르노블
  - 1992년 동계 올림픽 - 알베르빌
  - 2024년 하계 올림픽 - 파리
  - 2030년 동계 올림픽 - 알프스

## 참고 문헌
- (프랑스어) 공식 보고서 보관됨 2004-08-30 - 웨이백 머신